# Xestomyia hirtitarsis
Xestomyia hirtitarsis är en tvåvingeart som först beskrevs av Stein 1907.  Xestomyia hirtitarsis ingår i släktet Xestomyia och familjen husflugor. Inga underarter finns listade i Catalogue of Life.